# Maître Claude
Pour les articles homonymes, voir Claude.
Maître Claude, né vers 1475 et décédé à Rome vers 1510, est un peintre verrier français. Il doit ce nom à Vasari qui, dans ses Vitae, l'associe à Guillaume de Marcillat. 
Invité par Bramante, il exécute, avec Guillaume de Marcillat,  pour le palais pontifical du Vatican, des verrières détruites en 1527, ainsi que des vitraux pour Santa Maria del Popolo.

## Source
Larousse encyclopédique en couleurs (France Loisirs 1978)